# Seznam ruskih dirigentov
Seznam ruskih dirigentov.

## A
- Viktor Vasiljevič Afanasjev (1947 – 2020)
- Igor Agafonnikov (1932 – 2005)
- N. A. Aleksejev
- Aleksander Vasiljevič Aleksandrov (1883 – 1946)
- Boris Aleksandrovič Aleksandrov (1905 – 1994)
- Vladimir Aleksandrov (1910 – 1978)
- Nikolaj Pavlovič Anosov (1900 – 1962)
- Anton Arenski (1861 – 1906)
- Vladimir Aškenazi (1937 –)

## B
- V. A. Barsov
- Rudolf Borisovič Baršaj (1924 – 2010)
- Jurij Bašmet (1953 –)
- I. S. Bezrodni
- Svetlana Bezrodnaja (1934 –)
- Sergej Bezrodni (1957 –)
- Semjon Bičkov (1952 –)

## C
- Teodor Currentzis (1972 –) (grško-ruski)

## Č
- Nikolaj Nikolajevič Čerepnin (1873 – 1945)
- Semjon Černecki (1881 – 1950)

## D
- Nikolaj Danilin (1878 – 1945)
- A. Dimitrijev
- Isaj Dobroven (1894 – 1953)
- Veronika Borisovna Dudarova (1916 – 2009)
- Isaak Osipovič Dunajevski (1900 – 1955)

## E
- Mark Ermler (1932 – 2002)

## F
- Vladimir I. Fedosejev (1932 –)
- Viktor Fjodorov

## G
- Valerij Gergijev (1953 –)
- Aleksander Glazunov (1865 – 1936)
- Nikolaj Golovanov (1891 – 1953)
- Vladimir Gordejev
- Stanislav Gorkovenko (1938 -) (jazz?)
- Anatolij Grindenko

## H
- Boris Hajkin (1904 – 1978)
- Valerij Halilov (1952 – 2016)

## J
- Mariss Jansons (1943 – 2019) (Latvija-Rusija)
- Alevtina Ioffe (1978 –)
- Vladimir Jurovski (1972 –)

## K
- A. M. Kac
- Valerij A. Kalinin (1945 –)
- Dmitrij Kitajenko (1940 –)
- P. L. Kogan
- Kiril Kondrašin   (1914 – 1981)
- André Kostelanetz (1903 – 1980) (ZDA)
- Nikolaj Kostrjukov
- Serge Koussevitzky (Sergej Kusevicki 1874 – 1951) (ZDA)
- Matthew Krel (1945 – 2009)
- Sergej Krilov (1970 –)
- Efrem Kurtz (1900 – 1995)

## L
- Dmitrij Liss (1960 –)
- Oleg Lundstrem (1916 – 2005)

## M
- Timofej Majakin (1969 –) generalmajor
- Igor Markevič (1912 – 1983) (rusko-italijansko-francoski)
- Nikolaj K. Metner
- Nikolaj M. Mihajlov (1932 – 2006)
- Vladimir Minin (1929 –)
- Jevgenij Mravinski (1903 – 1988)

## N
- Nikolaj Nazarov (1908—2000) generalmajor (vojaški)
- Vasilij Nebolšin (1898 – 1958)
- Nikolaj Nekrasov (Akademski orkester ruskih ljudskih inštrumentov Nekrasov)
- Svetlana Nikonova
- Anatolij Novikov (1896 – 1984)

## O
- (David Ojstrah)

## P
- Kirill Petrenko (1972 –)
- Vasilij Petrenko (1976 –)
- Mihail Pletnjov (1957 –)
- G. Provarotov

## R
- Sergej Vasiljevič Rahmaninov
- Igor Rajevski
- Nikolaj Rimski-Korsakov
- Aleksander Roždestvenski
- Gennadij Roždestvenski /Genadij Nikolajevič Roždestvenski (1931 – 2018)
- Anton Rubinstein
- Nikolai Rubinstein

## S
- Vasilij Safonov
- Thomas Sanderling (rus.-nem.)
- Kurt Sanderling
- Grigorij Sandler (1912 – 1994)
- Oskar Sandler (1910 – 1981)
- Konstantin Simeonov (1910 – 1987)
- Jurij Simonov (1941 –)
- Vasilij Sinajski (1947 –)
- Dmitrij Sitkovecki (1954 –)
- J. Smirnov
- Saulius Sondeckis (1928-2016, Litva)
- Vladimir Spivakov (1944 –)
- Igor Stravinski
- Aleksandr Vasiljevič Svešnikov (1890 – 1980)
- Jevgenij Svetlanov (1928 – 2002)

## Š
- Andrej Šljačkov
- Dmitrij Šostakovič
- Maksim Šostakovič (1938 –)

## T
- Jurij Temirkanov
- Boris Tevlin (1931 – 2012)
- Lev Sergejevič Termen/Theremin (1896 – 1993) (izumitelj)
- Daniil Trifonov

## U
- N. Uljanov
- Valentin Urjupin (1985 –)

## V
- Aleksander Vedernikov (1964 –)
- Vladimir Verbicki (1943 –)

## Ž
- Sergej Žarov (1896 – 1985)